# Parlament de La Rioja
El Parlament de La Rioja és —al costat del President i govern regionals— un dels tres òrgans institucionals de la Comunitat Autònoma de La Rioja (Espanya). Representa el poble de La Rioja i es dedica a exercir la potestat legislativa i aprova els pressupostos.

## Elecció

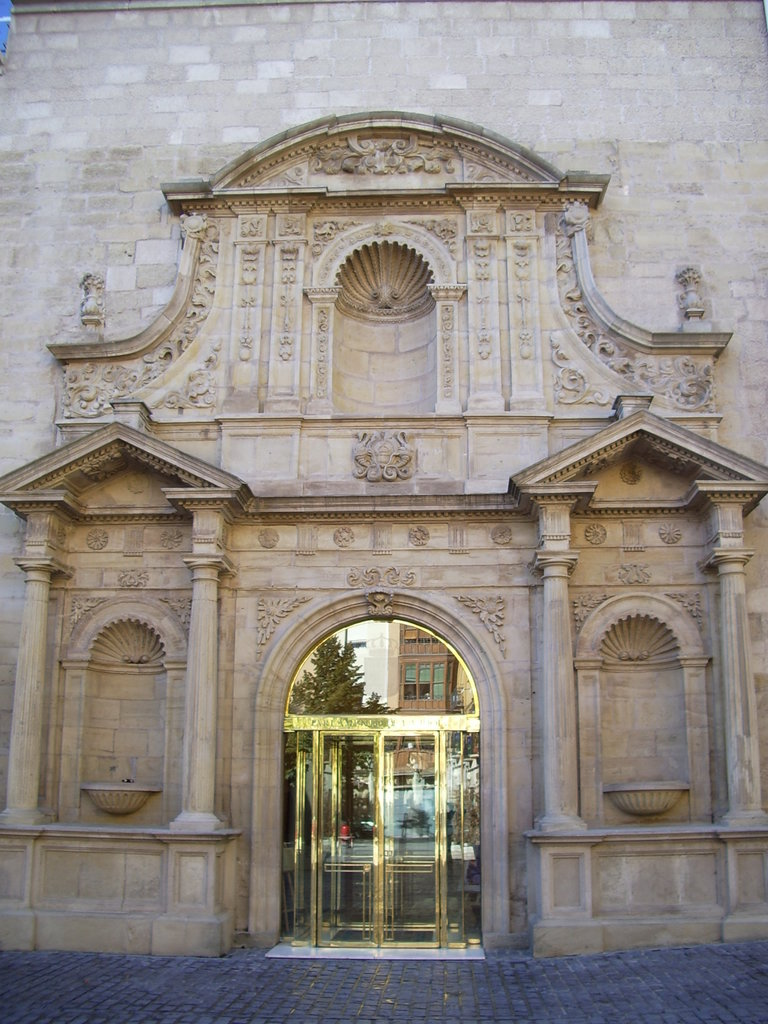
Façana de l'antic Convent de la Mercè, seu de l'actual Parlament de La Rioja

El parlament està format per 33 escons que són triats dins d'una circumscripció electoral única formada pel territori de la comunitat. Quan es distribueixen els escons només es tenen en compte les candidatures que hajan sobrepassat el 5% dels vots; aquestos escons són distribuïts de manera proporcional sobre la base de la regla D'Hondt.

## Funcions
El parlament representa al poble de La Rioja, exerceix la potestat legislativa, aprova els pressuposts i els comptes de La Rioja, impulsa i controla l'acció política i de Govern així com qualsevol altra competència que li correspongui dintre del marc legal en el que es troba (constitució, ordenament jurídic, etc.). Les seves funcions es detallen en l'article 19 de l'Estatut d'Autonomia.

## Òrgans del Parlament
- President (José Ignacio Ceniceros González)
- Taula
- Junta de portaveus
- Diputació permanent
- Comissions del Parlament de La Rioja

## Repartiment d'escons (legislatura 2003-2007)
- Grup Parlamentari Popular: 17 diputats
- Grup Parlamentari Socialista: 12 diputats
- Grup Parlamentari de VOX: 2 diputats
- Grup Parlamentari d'Unides Podem: 2 diputats

## Seu
L'edifici on es troba el Parlament de la Rioja data del segle xiv, encara que va sofrir importants reformes durant el segle xvi. Destaca la seva façana barroca, que data de 1685. Durant el segle xix és utilitzat com caserna, hospital militar, magatzems, presó... fins que en 1889 s'establix en ella una Fàbrica de Tabacs, realitzant-hi importants reformes. En 1978 torna a mans municipals. Després de l'aprovació de l'Estatut d'Autonomia, l'edifici és restaurat en 1988, i el claustre del convent es converteix en l'hemicicle del Parlament. La resta de l'antic convent ha estat reutilitzat com sala d'exposicions (sala Amós Salvador) i com a Biblioteca Municipal.